# Enrique Samperio
Enrique Arturo Samperio (* 10. April 1990) ist ein mexikanischer Eishockeyspieler, der seit 2013 bei den Lerma Estado Ice Sharks in der Liga Mexicana Élite unter Vertrag steht.

## Karriere
Enrique Samperio begann seine Karriere bei den Zapotec Totems in der heimischen Liga Mexicana Élite. 2013 wechselte der Verteidiger zum Ligakonkurrenten Lerma Estado Ice Sharks, für die er seither spielt.

### International
Mit der Nationalmannschaft seines Landes nahm Samperio an den Weltmeisterschaften der Division II 2013 und 2014 teil. Zudem vertrat er seine Farben bei den Qualifikationsturnieren für die Olympischen Winterspiele in Sotschi 2014 und in Pyeongchang 2018, bei dem die mexikanische Mannschaft aber jeweils bereits in der Vorqualifikation ausschied, und beim Pan-amerikanischen Eishockeyturnier 2014, bei dem er mit seinem Team den zweiten Rang belegte.